# سيسيل لويس
سيسيل لويس (بالإنجليزية: Cecil Lewis)‏ (3 فبراير 1981 بفاييتفيل في الولايات المتحدة - ) هو لاعب كرة قدم أمريكي في مركز الوسط. لعب مع فيرجينيا بيتش مارينرز وCrystal Palace Baltimore ‏ وريتشموند كيكرز وWilmington Hammerheads FC ‏ وFredericksburg Gunners ‏ وReal Maryland F.C. ‏ وNorfolk SharX ‏.

## وصلات خارجية
- سيسيل لويس على موقع قاعدة بيانات كرة القدم.إي يو (الإنجليزية)